# Décès en février 2014

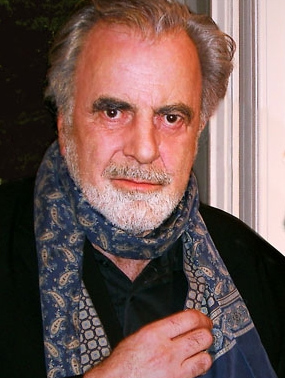
Maximilian Schell, acteur autrichien décédé le 1er février 2014.

Décès
- 2010
- 2011
- 2012
- 2013
- 2014
- 2015
- 2016
- 2017
- 2018

Pour une information complémentaire, voir la page d'aide.

| Date        | Nom                                   | Activités | Âge      | Source |
| ----------- | ------------------------------------- | --- | -------- | ------ |
| 1er février | Floyd Adams Junior (en)               | Homme politique américain, maire de Savannah (1996-2003).                                                     | 89       | (en)   |
| 1er février | Luis Aragonés                         | Footballeur espagnol, puis entraîneur.                                                                        | 75       |        |
| 1er février | Stefan Boskov                         | Footballeur bulgare, médaillé de bronze aux Jeux olympiques d'été de 1956 et d'argent à ceux de 1968.         | 90       | (bg)   |
| 1er février | Pierre Garnier                        | Écrivain français, poète.                                                                                     | 86       |        |
| 1er février | Tony Hateley (en)                     | Footballeur anglais.                                                                                          | 72       | (en)   |
| 1er février | József Kökény (hu)                    | Footballeur hongrois.                                                                                         | 73       | (hu)   |
| 1er février | Vassili Ivanovitch Petrov             | Maréchal de l'Union soviétique.                                                                               | 97       | (ru)   |
| 1er février | David Power                           | Athlète australien, médaillé de bronze aux Jeux olympiques d'été de 1960.                                     | 85       | (en)   |
| 1er février | René Ricard                           | Poète et journaliste américain.                                                                               | 67       | (en)   |
| 1er février | Maximilian Schell                     | Acteur, producteur, réalisateur et scénariste autrichien.                                                     | 83       |        |
| 1er février | Louis Stouff                          | Historien français.                                                                                           | 83       |        |
| 2 février   | André Abadie                          | Rugbyman français.                                                                                            | 82       |        |
| 2 février   | Gerd Albrecht                         | Chef d'orchestre allemand.                                                                                    | 78       |        |
| 2 février   | Eduardo Coutinho                      | Réalisateur brésilien.                                                                                        | 80       | (pt)   |
| 2 février   | Émile Guérinel                        | Coureur cycliste français.                                                                                    | 84       |        |
| 2 février   | Philip Seymour Hoffman                | Acteur et réalisateur américain.                                                                              | 46       |        |
| 2 février   | J. D. 'Okhai Ojeikere                 | Photographe nigérian.                                                                                         | 83       |        |
| 2 février   | Michel Pastor                         | Homme d'affaires monégasque, président de l'AS Monaco (2004-2008).                                            | 70       |        |
| 2 février   | Yves Ryan                             | Homme politique canadien, maire de Montréal-Nord (1963-2001).                                                 | 85       | (en)   |
| 3 février   | Louise Brough                         | Joueuse de tennis américaine.                                                                                 | 90       | (en)   |
| 3 février   | Richard Bull                          | Acteur américain.                                                                                             | 89       |        |
| 3 février   | John Christoforou                     | Peintre français d'origine grecque                                                                            | 92       |        |
| 3 février   | Louan Gideon                          | Actrice américaine.                                                                                           | 58       | (en)   |
| 3 février   | Thomas Parke Hughes                   | Historien américain des sciences et technologies industrielles.                                               | 90       | (en)   |
| 3 février   | Gloria Leonard                        | Actrice américaine de films pornographiques.                                                                  | 73       | (en)   |
| 3 février   | Joan Mondale                          | Deuxième dame des États-Unis (1977-1981).                                                                     | 83       | (en)   |
| 4 février   | Keith Allen                           | Joueur, entraîneur et dirigeant canadien de hockey sur glace.                                                 | 90       | (en)   |
| 4 février   | Eugenio Corti                         | Écrivain italien.                                                                                             | 93       | (it)   |
| 4 février   | Guy Longnon                           | Trompettiste de jazz français.                                                                                | 89       |        |
| 4 février   | Dennis Lota                           | Footballeur zambien.                                                                                          | 40       |        |
| 4 février   | Wu Ma                                 | Acteur et réalisateur chinois.                                                                                | 71       |        |
| 5 février   | Carlos Borges                         | Footballeur uruguayen.                                                                                        | 82       | (es)   |
| 5 février   | Robert Alan Dahl                      | Professeur américain de sciences politiques.                                                                  | 98       | (en)   |
| 5 février   | Mirkka Rekola                         | Poétesse finlandaise.                                                                                         | 82       | (fi)   |
| 6 février   | Alison Jolly                          | Primatologue américaine.                                                                                      | 76       | (en)   |
| 6 février   | Ralph Kiner                           | Joueur de baseball américain.                                                                                 | 91       |        |
| 6 février   | Maxine Kumin                          | Poète américaine.                                                                                             | 88       |        |
| 6 février   | Louis Prévoteau                       | Prêtre catholique français affecté aux motards.                                                               | 91       |        |
| 6 février   | Gilbert Sincyr                        | Homme politique et essayiste français.                                                                        |          |        |
| 7 février   | Claire Duhamel                        | Actrice française.                                                                                            | 88       |        |
| 7 février   | Mohamed Guessouss                     | Sociologue marocain.                                                                                          | 76       |        |
| 7 février   | Daniel J. Harrington                  | Prêtre jésuite américain.                                                                                     | 73       | (en)   |
| 7 février   | Doug Mohns                            | Hockeyeur sur glace canadien.                                                                                 | 80       | (en)   |
| 8 février   | Michel Alliot                         | Universitaire français.                                                                                       | 89       |        |
| 8 février   | Dick Berk                             | Batteur de jazz américain.                                                                                    | 74       | (en)   |
| 8 février   | Jean Fontaine                         | Homme politique français.                                                                                     | 92       |        |
| 8 février   | Nancy Holt                            | Artiste plasticienne, photographe et cinéaste américaine.                                                     | 75       | (en)   |
| 8 février   | Philippe Mahut                        | Footballeur français.                                                                                         | 57       |        |
| 8 février   | Maicon Pereira de Oliveira            | Footballeur brésilien.                                                                                        | 25       |        |
| 9 février   | Gabriel Axel                          | Réalisateur et acteur danois.                                                                                 | 95       | (de)   |
| 9 février   | André-François Barbe                  | Dessinateur français.                                                                                         | 76       |        |
| 9 février   | Valeria De Franciscis                 | Actrice italienne.                                                                                            | 98       | (it)   |
| 9 février   | Jan Świdziński                        | Artiste polonais.                                                                                             | 90       | (pl)   |
| 10 février  | Claus Arndt                           | Avocat et homme politique allemand.                                                                           | 86       | (de)   |
| 10 février  | Els Borst                             | Femme politique néerlandaise, vice-ministre-présidente des Pays-Bas (1998-2002).                              | 81       | (nl)   |
| 10 février  | Stuart Hall                           | Sociologue britannique.                                                                                       | 82       | (en)   |
| 10 février  | Doug Jarrett (en)                     | Joueur de hockey sur glace canadien.                                                                          | 69       | (en)   |
| 10 février  | Ronnie Masterson                      | Actrice irlandaise.                                                                                           | 87       | (en)   |
| 10 février  | Christian Patria                      | Homme politique français.                                                                                     | 69       |        |
| 10 février  | Tomaž Pengov                          | Chanteur-compositeur et guitariste slovène.                                                                   | 64       | (si)   |
| 10 février  | Shirley Temple                        | Actrice américaine.                                                                                           | 85       |        |
| 10 février  | Hōzan Yamamoto                        | Musicien japonais, instrumentiste et compositeur.                                                             | 76       | (ja)   |
| 11 février  | Aslan                                 | Dessinateur français.                                                                                         | 83       |        |
| 11 février  | Alice Babs                            | Chanteuse suédoise.                                                                                           | 90       | (en)   |
| 11 février  | Peter Desbarats                       | Auteur, dramaturge et journaliste canadien.                                                                   | 80       | (en)   |
| 11 février  | Léon Hégelé                           | Évêque auxiliaire catholique français de Strasbourg (1985-2000).                                              | 89       |        |
| 11 février  | Amadou Meité                          | Athlète ivoirien.                                                                                             | 65       |        |
| 11 février  | Jeanné Nell                           | Coureur cycliste sud-africain.                                                                                | 30       |        |
| 11 février  | Seán Potts                            | Musicien irlandais.                                                                                           | 83       | (en)   |
| 12 février  | Sid Caesar                            | Acteur, scénariste et compositeur américain.                                                                  | 91       | (en)   |
| 12 février  | Anne-Marie Caffort Ernst              | Peintre française.                                                                                            | 87       |        |
| 12 février  | Jean-Louis Giasson                    | Prêtre catholique romain hondurien, né québécois, évêque de Yoro (Honduras) (2005-2014).                      | 74       | (en)   |
| 12 février  | Theodor Kleine                        | Kayakiste allemand, médaillé d'argent aux Jeux olympiques d'été de 1956.                                      | 89       | (de)   |
| 12 février  | Henri Rapaport                        | Journaliste français, ancien résistant.                                                                       | 99       |        |
| 13 février  | Piero D'Inzeo                         | Cavalier italien, sextuple médaillé olympique (argent et bronze en 1956, 1960, 1964 et 1972).                 | 90       |        |
| 13 février  | King Kester Emeneya                   | Chanteur congolais.                                                                                           | 57       |        |
| 13 février  | Charles J. Fillmore                   | Linguiste américain.                                                                                          | 84       | (en)   |
| 13 février  | Jimmy Jones                           | Footballeur irlandais.                                                                                        | 85       | (en)   |
| 13 février  | Balu Mahendra                         | Réalisateur indien.                                                                                           | 74       | (en)   |
| 13 février  | Richard Møller Nielsen                | Footballeur, entraîneur et sélectionneur danois.                                                              | 76       | (da)   |
| 13 février  | Jean Valmont                          | Acteur français.                                                                                              | 77       | (fr)   |
| 13 février  | Zbigniew Romaszewski                  | Homme politique polonais.                                                                                     | 63       | (pl)   |
| 13 février  | René Teulade                          | Homme politique français.                                                                                     | 82       |        |
| 13 février  | Ralph Waite                           | Acteur américain.                                                                                             | 85       |        |
| 13 février  | Ken'ichi Yamamoto                     | Écrivain japonais.                                                                                            | 57       | (ja)   |
| 14 février  | Durdy Bayramov                        | Peintre turkmène.                                                                                             | 75       | (en)   |
| 14 février  | Tom Finney                            | Footballeur anglais.                                                                                          | 91       | (en)   |
| 14 février  | Martha Goldstein                      | Pianiste américaine.                                                                                          | 94       | (en)   |
| 14 février  | Geneviève Moracchini-Mazel            | Archéologue française.                                                                                        | 75       |        |
| 14 février  | Chris Pearson                         | Homme politique canadien. Premier ministre du Yukon (1978-1985).                                              | 82       | (en)   |
| 14 février  | Mike Stepovich                        | Homme politique américain. gouverneur de l'Alaska (1957-1958).                                                | 94       | (en)   |
| 15 février  | Herbert Blöcker                       | Cavalier allemand, médaillé d'argent et de bronze aux Jeux olympiques d'été de 1992.                          | 71       | (de)   |
| 15 février  | Cliff Bole                            | Réalisateur américain.                                                                                        | 76       | (en)   |
| 15 février  | Robert Descharnes                     | Photographe français, collaborateur de Salvador Dalí.                                                         | 88       |        |
| 15 février  | Jean-Marie Géhu                       | Botaniste français.                                                                                           | 83       |        |
| 15 février  | Giuliano Ghelli                       | Peintre et sculpteur italien.                                                                                 | 69       | (it)   |
| 15 février  | Claire Guezengar                      | Romancière française.                                                                                         | 41       |        |
| 15 février  | Enyu Valchev                          | Lutteur bulgare, champion aux Jeux olympiques d'été de 1964.                                                  | 78       | (bg)   |
| 16 février  | Alain Bertrand                        | Écrivain belge.                                                                                               | 55       |        |
| 16 février  | Jimmy T. Murakami                     | Réalisateur américain.                                                                                        | 80       | (en)   |
| 16 février  | Michael Shea                          | Écrivain américain.                                                                                           | 67       | (en)   |
| 17 février  | Joe Bell                              | Joueur de hockey sur glace canadien.                                                                          | 90       | (en)   |
| 17 février  | Jean-Marie Caro                       | Homme politique français.                                                                                     | 84       |        |
| 17 février  | Bob Casale                            | Guitariste américain, cofondateur du groupe Devo.                                                             | 61       |        |
| 17 février  | Ian Kagedan (en)                      | Fonctionnaire canadien.                                                                                       | 58       | (en)   |
| 17 février  | Marco Perrin                          | Acteur français.                                                                                              | 86       |        |
| 17 février  | Wayne Smith                           | Chanteur jamaïcain de reggae.                                                                                 | 48       | (en)   |
| 18 février  | Moshe Aryeh Bamberger                 | Rabbin français.                                                                                              | 70       | (en)   |
| 18 février  | Nelson Frazier, Jr.                   | Catcheur américain.                                                                                           | 42       | (en)   |
| 18 février  | Mavis Gallant                         | Écrivaine canadienne.                                                                                         | 91       |        |
| 18 février  | Kristof Goddaert                      | Coureur cycliste belge.                                                                                       | 27       |        |
| 18 février  | Riccardo Licata                       | Artiste peintre italien.                                                                                      | 84       | (it)   |
| 18 février  | Maria Franziska von Trapp             | Chanteuse austro-américaine.                                                                                  | 99       |        |
| 19 février  | Norbert Beuls                         | Footballeur belge.                                                                                            | 57       | (nl)   |
| 19 février  | Jean Charbonnel                       | Homme politique français.                                                                                     | 86       |        |
| 19 février  | Simón Díaz                            | Chanteur, compositeur vénézuélien de musique folklorique.                                                     | 85       | (es)   |
| 19 février  | Antonio Benítez                       | Footballeur international espagnol.                                                                           | 62       | (es)   |
| 19 février  | Dale A. Gardner                       | Astronaute américain.                                                                                         | 65       | (en)   |
| 19 février  | Valeri Koubassov                      | Cosmonaute russe.                                                                                             | 79       | (en)   |
| 19 février  | Ginette Raimbault                     | Psychanalyste française.                                                                                      | 89       |        |
| 19 février  | Toni Ucci                             | Acteur italien.                                                                                               | 92       | (it)   |
| 20 février  | Rafael Addiego Bruno                  | Juriste et homme politique uruguayen.                                                                         | 90       | (es)   |
| 20 février  | Marcel Deslauriers (homme d'affaires) | Homme d'affaires québécois.                                                                                   | 97       |        |
| 20 février  | Antoinette Fouque                     | Féministe, psychanalyste, éditrice, essayiste, politologue et femme politique française.                      | 77       |        |
| 20 février  | Josée Gorce                           | Animatrice de radio française.                                                                                | 73       |        |
| 20 février  | Jorge Polaco                          | Réalisateur argentin.                                                                                         | 67       | (es)   |
| 21 février  | Sákis Boulás                          | Chanteur grec.                                                                                                | 59       | (en)   |
| 21 février  | Charles Ateba Eyene                   | Écrivain camerounais.                                                                                         | 42       |        |
| 22 février  | Alphonse Arzel                        | Homme politique français.                                                                                     | 86       |        |
| 22 février  | Ferdinand De Bondt                    | Homme politique belge.                                                                                        | 90       | (nl)   |
| 22 février  | Iván Nagy                             | Danseur et chorégraphe hongrois.                                                                              | 70       | (en)   |
| 23 février  | Carla Accardi                         | Artiste peintre italienne.                                                                                    | 89       | (en)   |
| 23 février  | Pierre Matthey                        | Peintre suisse.                                                                                               | 96 ou 97 |        |
| 23 février  | Mike Parker                           | Typographe et créateur de caractères britannique.                                                             | 84       | (en)   |
| 23 février  | Alice Sommer Herz                     | Pianiste et professeur de musique tchèque, supercentenaire, alors la plus âgée survivante connue de la Shoah. | 110      | (en)   |
| 24 février  | André Charlet                         | Musicien suisse.                                                                                              | 87       |        |
| 24 février  | Neil Harrison (en)                    | Joueur de curling canadien.                                                                                   | 64       | (en)   |
| 24 février  | Alexis Hunter                         | Peintre et photographe féministe néo-zélandaise.                                                              | 65       | (en)   |
| 24 février  | Carlos Páez Vilaró                    | Artiste peintre uruguayen.                                                                                    | 90       |        |
| 24 février  | Harold Ramis                          | Acteur, producteur, réalisateur et scénariste américain.                                                      | 69       |        |
| 25 février  | Angèle Arsenault                      | Auteure-compositrice-interprète acadienne.                                                                    | 70       |        |
| 25 février  | Antonio Cermeño                       | Boxeur vénézuélien.                                                                                           | 44       |        |
| 25 février  | Mário Coluna                          | Footballeur portugais.                                                                                        | 78       |        |
| 25 février  | Paco de Lucía                         | Guitariste espagnol de flamenco.                                                                              | 66       |        |
| 25 février  | Quentin Elias                         | Chanteur du groupe Alliage et mannequin français.                                                             | 39       |        |
| 26 février  | Sorel Etrog                           | Artiste, écrivain et philosophe canadien.                                                                     | 80       | (en)   |
| 26 février  | Wayne Frye                            | Rameur américain, champion aux Jeux olympiques d'été de 1952.                                                 | 83       | (en)   |
| 26 février  | Georges Hamel                         | Chanteur québécois de country.                                                                                | 66       |        |
| 26 février  | Dezső Novák                           | Footballeur hongrois, champion olympique (1964, 1968), médaillé de bronze aux Jeux olympiques de 1960.        | 75       | (hu)   |
| 26 février  | Frankie Sardo                         | Chanteur américain de rock.                                                                                   | 77       |        |
| 27 février  | Aaron Allston                         | Écrivain américain de science-fiction.                                                                        | 53       | (en)   |
| 27 février  | Marcel Carton                         | Diplomate français, otage au Liban (1985-1988).                                                               | 90       |        |
| 27 février  | Jan Hoet                              | Historien de l'art belge.                                                                                     | 77       |        |
| 27 février  | Assad Kotaite                         | Docteur en droit et diplomate libanais, président émérite du Conseil de l’OACI.                               | 89       |        |
| 27 février  | Huber Matos                           | Homme politique cubain.                                                                                       | 95       | (es)   |
| 28 février  | Kevon Carter                          | Footballeur trinidadien.                                                                                      | 30       | (en)   |
| 28 février  | Michio Mado                           | Poète japonais.                                                                                               | 104      | (ja)   |
| 28 février  | Ana María Moix                        | Romancière espagnole.                                                                                         | 66       | (es)   |
| 28 février  | Karl Anton Rickenbacher               | Chef d'orchestre suisse.                                                                                      | 73       |        |
| 28 février  | Ryszard Rydzewski                     | Réalisateur polonais.                                                                                         | 85       | (pl)   |
| 28 février  | James Tague                           | Citoyen américain témoin de l'Assassinat de John F. Kennedy.                                                  | 77       | (en)   |